# Дорогомиловский автодорожный мост
Дорогоми́ловский автодоро́жный мост (Мост Си́ти) — двухъярусный балочный мост в Москве через Москву-реку на трассе третьего транспортного кольца, соединяющий районы «Дорогомилово» и «Пресненский» (Москва-Сити). Построен в 1998—1999 на месте старого Смоленского железнодорожного моста, рядом с сохранившимся Дорогомиловским железнодорожным мостом Малого кольца МЖД. Открыт 30 декабря 2000 года.

## Особенности конструкции
Авторы проекта — коллектив ОАО «Гипротрансмост» под руководством инженера И. В. Артемьева. Мост двухъярусный: верхний (действующий) ярус пропускает 8 полос Третьего транспортного кольца. В нижнем, не используемом сегодня, ярусе заложены 2 пути для скоростной транспортной системы Внуково — Шереметьево, пешеходная галерея и помещения для инженерных коммуникаций. Комплекс моста, кроме русловой части, включает в себя 8 эстакад съездов и развязку с 1-м Красногвардейским проездом.
Русловые пролёты (70.4 — 129.2 — 61.6 м), впервые в московской практике, составлены из металлических ферм, которые в уровнях верхнего и нижнего яруса объединены ортотропными плитами. Внешние плоскости ферм имеют наклон, который, помимо технических задач, зрительно «разгружает» конструкцию. Монтаж ферм проводился методом продольной надвижки «Мостоотрядом-19» (Санкт-Петербург).
В настоящее время проход на нижний ярус открыт только с южного берега. Таким образом, перейти через реку по этому мосту невозможно.